# ウィスク・コーラ
Wisk Cora
コーラ・ジェネレーション5（2022年の全米ビジネス航空協会)
- 用途：個人用電動航空機プロジェクト
- 製造者：Wisk
- 初飛行：2018年3月13日
- 運用状況：開発中

ウィスク・コーラ（英語: Wisk Cora）は、キティホーク・コーポレーションによって開発され、その後、ウィスクエアロによって開発されたアメリカの自律型eVTOLパーソナル・エアビークルのプロトタイプ。
2018年3月に、キティホーク・コーポレーションは最初にコーラを公開した。会社の名前は、ライト兄弟の最初の動力飛行が行われた場所の近くに由来する。コーラはZee Aero Z-P2の2シーター開発機で、FAAによるコーラの個別承認は、Zee Aero Mule SPAという名称で、その後はKitty Hawk Mule SPAとなった。
開発、テスト運用は、2016年12月にキティホークによって設立されたニュージーランドの子会社ゼファーエアワークスと共同で行われた。
2019年6月、キティホークとボーイングは、アーバンエアモビリティの分野で協力することに合意した。2019年12月2日にWisk Aero LLCという会社が設立され、ゼファーエアワークスはウィスクニュージーランドになった。政府の承認後、2020年2月にニュージーランドでコーラの試運転が行われ、2020年半ばにボーイングNeXtの運航が終了したことで、ウィスクとボーイングの継続的な関係に疑問が浮上した。
2021年までに、ゼファーエアワークスはニュージーランドにエアタクシーサービスを設立することを計画。航空機は、ニュージーランド航空と協力して計画されたフライトサービスにのみ使用される予定である。
2022年1月、ウィスクエアロはボーイングから4億5000万ドルの投資を受け、パイロットレス空飛ぶタクシーをさらに発展させることを発表した。

## 設計
設計によれば、航空機はジャイロダインと見なされる。2つの固定翼でホバリングするための12個の電気モーターがあり、それぞれに6個のプロペラ(垂直軸に近い)、翼の前に3個、後ろに3個あり、水平飛行のために別々に駆動される圧力プロペラがある。緊急時のための緊急着陸用パラシュートも装備されている。初飛行は2018年3月13日にカリフォルニア州マウンテンビューで行われた。

## 主な仕様
- パイロット：なし (自動操縦)
- 乗客：2名
- ペイロード：181kg
- 長さ:6.4 m
- 翼幅:11 m
- プロペラ:推進用×1
- プロペラ:リフトファン×12
- 巡航速度:180 km/h
- 航続距離:100 km
- 飛行時間:19分、予備10分
- 実用巡航高度:900 m
- テール:逆U水平尾翼付きツインブック、フラップ3枚
- 着陸装置:車輪付き三輪車固定着陸装置